# Лото (компания)
Лотто Спорт Италия С.п. А е италиански производител на спортни аксесоари. Днес компанията произвежда спортни екипи, обувки и други принадлежности и е един от най-реномираните производители. Освен във футбола, тениса, баскетбола Лото Спорт има няколко свои собствени спортни линии.

## История
Компанията прави дебют през юни 1973 година. Производството се осъществява в Монтебелуна в Северна Италия. Официално компанията произвежда екипи за футболния отбор на Тревизо.

## Известни спортисти носили екипите на марката
- Алберто Манчини
- Дино Дзоф